# Cardioglossa melanogaster
Cardioglossa melanogaster es una especie de anfibios de la familia Arthroleptidae.
Habita en Camerún y Nigeria.
Sus hábitats naturales son montanos tropicales o subtropicales secos, ríos y zonas antiguamente boscosas ahora degradadas.
Está amenazada de extinción por la pérdida de su hábitat natural.